# Piece of Me
"Piece of Me" je pjesma američke pop pjevačice Britney Spears. 27. studenog 2007. objavljena je kao drugi singl s njenog petog studijskog albuma Blackout u izdanju Jive Recordsa.

## Videospot
Glazbeni video snimao se 27. i 28. studenog 2007. u holivudskom ekskluzivnom noćnom klubu i restoranu. Snimljen je pod redateljskom palicom je Wayna Ishama, koji je ranije radio sa Spears na spotu za  "I'm Not a Girl, Not Yet a Woman", te za međunarodnu komercijalnu Pepsi kampanju u 2002. godini 30. studenog 2007. pokrenut je natječaj Britney Spears Wants a Piece of You (Britney Spears želi dio tebe) na kojem su obožavatelji mogli napraviti svoj vlastiti video za "Piece of Me" uz pomoć "MTV Video DJ-a". Mogle su se koristiti slike tijekom godine (s crvenog tepiha i intervjua) te video materijal od nastupa uživo. MTV, Jive Records i Spears izabrali su pobjednički uradak, koji je emitiran na MTV-u 20. prosinca 2007. Premijera videa bila je 14. prosinca 2007. na MTV-u. Video za "Piece of Me" osvojio je tri MTV Music Award nagrade i to za: video godine, najbolji video ženskog izvođača i za pop video godine.

## Promocija
Dana, 27. studenog 2007. godine, MTV je pokrenuo natječaj "Britney Spears Wants a Piece of You" u kojem su obožavetelji mogli napraviti spot za pjesmu sa snimkama njenih intervjua i uživo nastupa. Koristeći MTV Video Remixera obožavatelji su mogli napraviti svoju verziju spota za "Piece of Me". Pobjednički video je pokazan 20. prosinca 2007. godine tijekom televizijske emisije Total Request Live i na MTV-u, pobjednika je odabrala sama Spears. Pobjednik je kao nagradu dobio cijelu diskografiju Britney Spears objavljenu u SAD-u.
Spears je "Piece of Me" izvodila na svojoj turneji The Circus Starring Britney Spears, kao drugu pjesmu po redu. Prije nego što je završila s nastupom pjesme "Circus", Spears je uzela svoju crvenu jaknu koja predstavlja direktora cirkusa kojeg su dizajnirali Dean and Dan Caten. Tijekom nastupa Spears zastupa robkinju, koja pokušava pobjeći od svojih plesača.

## Popis pjesama
| Britanski i njemački CD singl (88697 221762) 1. "Piece Of Me" (glavna verzija) — 3:32 2. "Piece Of Me" (Bloodshy & Avant Remix) — 4:51 Europski i australski CD maksi singl (88697 221782) 1. "Piece Of Me" (glavna verzija) — 3:32 2. "Piece Of Me" (Bloodshy & Avant Remix) — 4:53 3. "Piece Of Me" (Bimbo Jones Club Mix) — 6:26 4. "Piece Of Me" (Vito Benito Club Mix) — 6:50 5. "Kimme More"(duet s Lil' Kim) — 4:14 Njemačko limitirano izdanje CD 1 (88697 278902) 1. "Piece Of Me" (glavna verzija) — 3:32 2. "Piece Of Me" (Tiesto Radio Remix) — 3:23 | Njemačko limitirano izdanje CD 2 (88697 278912) 1. "Piece Of Me" (glavna verzija) — 3:32 2. "Piece Of Me" (Junior Vasquez & Johnny Vicious Radio Remix) — 3:38 Digitalni EP s remiksevima 1. "Piece Of Me" (glavna verzija) — 3:32 2. "Piece Of Me" (Bloodshy & Avant Remix) — 4:53 3. "Piece Of Me" (Tiesto Radio Edit) — 3:23 4. "Piece Of Me" (Junior Vasquez & Johnny Vicious Radio Edit) — 3:38 5. "Piece Of Me" (Friscia & Lamboy Radio Edit) — 3:27 6. "Piece Of Me" (feat. Cherine Anderson) (Sly & Robbie Reggae Remix) — 4:16 |

| Ljestvice (2007. – 2008.) | Najviša pozicija |
| ------------------------- | ---------------- |
| Australija                | 2                |
| Austrija                  | 6                |
| Belgija (Flandrija)       | 36               |
| Belgija (Valonija)        | 36               |
| Danska                    | 4                |
| Europa                    | 6                |
| Finska                    | 8                |
| Irska                     | 1                |
| Italija                   | 11               |
| Kanada                    | 5                |
| Nizozemska                | 41               |
| Novi Zeland               | 4                |
| Njemačka                  | 7                |
| SAD Billboard Hot 100     | 18               |
| SAD Hot Dance Club Songs  | 1                |
| Švedska                   | 9                |
| Švicarska                 | 19               |
| Ujedinjeno Kraljevstvo    | 2                |

| Godišnje top ljestvice (2008.) | Pozicija |
| ------------------------------ | -------- |
| Novi Zeland                    | 28       |
| Australija                     | 38       |
| Ujedinjeno Kraljevstvo         | 47       |

| Država      | Izdavač | Certifikacija | Prodaja    |
| ----------- | ------- | ------------- | ---------- |
| Australija  | ARIA    | platinasta    | 70.000     |
| Kanada      | CRIA    | platinasta    | 40.000     |
| Danska      | IFPI    | platinasta    | 15.000     |
| Novi Zeland | RIANZ   | zlatna        | 7.500      |
| SAD         | RIAA    | platinasta    | 1.372.661+ |

| Ljestvice (2007. – 2008.) | Najviša pozicija |
| ------------------------- | ---------------- |
| Australija                | 2                |
| Austrija                  | 6                |
| Belgija (Flandrija)       | 36               |
| Belgija (Valonija)        | 36               |
| Danska                    | 4                |
| Europa                    | 6                |
| Finska                    | 8                |
| Irska                     | 1                |
| Italija                   | 11               |
| Kanada                    | 5                |
| Nizozemska                | 41               |
| Novi Zeland               | 4                |
| Njemačka                  | 7                |
| SAD Billboard Hot 100     | 18               |
| SAD Hot Dance Club Songs  | 1                |
| Švedska                   | 9                |
| Švicarska                 | 19               |
| Ujedinjeno Kraljevstvo    | 2                |

| Godišnje top ljestvice (2008.) | Pozicija |
| ------------------------------ | -------- |
| Novi Zeland                    | 28       |
| Australija                     | 38       |
| Ujedinjeno Kraljevstvo         | 47       |

| Država      | Izdavač | Certifikacija | Prodaja    |
| ----------- | ------- | ------------- | ---------- |
| Australija  | ARIA    | platinasta    | 70.000     |
| Kanada      | CRIA    | platinasta    | 40.000     |
| Danska      | IFPI    | platinasta    | 15.000     |
| Novi Zeland | RIANZ   | zlatna        | 7.500      |
| SAD         | RIAA    | platinasta    | 1.372.661+ |

| Britney Spears     | Britney Spears |
| ------------------ | --- |
|                    | |
| Studijski albumi   | ...Baby One More Time • Oops!... I Did It Again • Britney • In the Zone • Blackout • Circus • Femme Fatale • Britney Jean                                                                         |
|                    | |
| Kompilacije        | Greatest Hits: My Prerogative • B in the Mix: The Remixes • The Singles Collection |
|                    | |
| Filmografija       | Crossroads • Britney & Kevin: Chaotic • Britney: For the Record |
|                    | |
| Video/uživo albumi | Time Out with Britney Spears • Live and More! • Britney: The Videos • Live from Las Vegas • In the Zone • Greatest Hits: My Prerogative                                                           |
|                    | |
| Turneje            | ...Baby One More Time Tour • Oops!... I Did It Again World Tour • Dream Within a Dream Tour • The Onyx Hotel Tour • The Circus Starring Britney Spears • Femme Fatale Tour • Britney: Piece of Me |
|                    | |
| Diskografija       | |

| Britney Spears     | Britney Spears |
| ------------------ | --- |
|                    | |
| Studijski albumi   | ...Baby One More Time • Oops!... I Did It Again • Britney • In the Zone • Blackout • Circus • Femme Fatale • Britney Jean                                                                         |
|                    | |
| Kompilacije        | Greatest Hits: My Prerogative • B in the Mix: The Remixes • The Singles Collection |
|                    | |
| Filmografija       | Crossroads • Britney & Kevin: Chaotic • Britney: For the Record |
|                    | |
| Video/uživo albumi | Time Out with Britney Spears • Live and More! • Britney: The Videos • Live from Las Vegas • In the Zone • Greatest Hits: My Prerogative                                                           |
|                    | |
| Turneje            | ...Baby One More Time Tour • Oops!... I Did It Again World Tour • Dream Within a Dream Tour • The Onyx Hotel Tour • The Circus Starring Britney Spears • Femme Fatale Tour • Britney: Piece of Me |
|                    | |
| Diskografija       | |

| Singlovi Britney Spears       | Singlovi Britney Spears |
| ----------------------------- | --- |
|                               | |
| ...Baby One More Time         | ...Baby One More Time" • "Sometimes" • "(You Drive Me) Crazy" • "Born to Make You Happy" • "From the Bottom of My Broken Heart"           |
|                               | |
| Oops!... I Did It Again       | Oops!... I Did It Again" • "Lucky" • "Stronger" • "Don't Let Me Be the Last to Know"                                                      |
|                               | |
| Britney                       | "I'm a Slave 4 U" • "Overprotected" • "I'm Not a Girl, Not Yet a Woman" • "Anticipating" / "I Love Rock 'n' Roll" • "Boys"                |
|                               | |
| In the Zone                   | "Me Against the Music" • "Toxic" • "Everytime" • "Outrageous"                                                                             |
|                               | |
| Greatest Hits: My Prerogative | "My Prerogative" • "Do Somethin'" |
|                               | |
| Blackout                      | "Gimme More" • "Piece of Me" • "Break the Ice" • "Radar"                                                                                  |
|                               | |
| Circus                        | "Womanizer" • "Circus" • "If U Seek Amy" • "Radar"                                                                                        |
|                               | |
| The Singles Collection        | "3" |
|                               | |
| Femme Fatale                  | "Hold It Against Me" • "Till the World Ends" • "I Wanna Go" • "Criminal"                                                                  |
|                               | |
| Britney Jean                  | "Work Bitch" • "Perfume" |
|                               | |
| Ostale pjesme                 | "My Only Wish (This Year)" • "I've Just Begun (Having My Fun)" • "Chris Cox Megamix" • "Someday (I Will Understand)" • "And Then We Kiss" |

| Singlovi Britney Spears       | Singlovi Britney Spears |
| ----------------------------- | --- |
|                               | |
| ...Baby One More Time         | ...Baby One More Time" • "Sometimes" • "(You Drive Me) Crazy" • "Born to Make You Happy" • "From the Bottom of My Broken Heart"           |
|                               | |
| Oops!... I Did It Again       | Oops!... I Did It Again" • "Lucky" • "Stronger" • "Don't Let Me Be the Last to Know"                                                      |
|                               | |
| Britney                       | "I'm a Slave 4 U" • "Overprotected" • "I'm Not a Girl, Not Yet a Woman" • "Anticipating" / "I Love Rock 'n' Roll" • "Boys"                |
|                               | |
| In the Zone                   | "Me Against the Music" • "Toxic" • "Everytime" • "Outrageous"                                                                             |
|                               | |
| Greatest Hits: My Prerogative | "My Prerogative" • "Do Somethin'" |
|                               | |
| Blackout                      | "Gimme More" • "Piece of Me" • "Break the Ice" • "Radar"                                                                                  |
|                               | |
| Circus                        | "Womanizer" • "Circus" • "If U Seek Amy" • "Radar"                                                                                        |
|                               | |
| The Singles Collection        | "3" |
|                               | |
| Femme Fatale                  | "Hold It Against Me" • "Till the World Ends" • "I Wanna Go" • "Criminal"                                                                  |
|                               | |
| Britney Jean                  | "Work Bitch" • "Perfume" |
|                               | |
| Ostale pjesme                 | "My Only Wish (This Year)" • "I've Just Begun (Having My Fun)" • "Chris Cox Megamix" • "Someday (I Will Understand)" • "And Then We Kiss" |